# Molinaseca
Molinaseca es un municipio y villa española de la provincia de León, en la comunidad autónoma de Castilla y León, comarca de El Bierzo. Cuenta con una población de 872 habitantes (INE 2024). La localidad de Molinaseca está declarada conjunto histórico-artístico desde 1975.
Está catalogado como Uno de Los Pueblos Más Bonitos de España desde el año 2021 y pertenece desde entonces a la asociación homónima.

## Geografía
Molinaseca se sitúa en el Bierzo Alto, de acuerdo con el apartado 3 del artículo Once de la LEY 17/2010, de 20 de diciembre, de modificación de la Ley 1/1991, de 14 de marzo, por la que se crea y regula la Comarca de El Bierzo.

## Historia

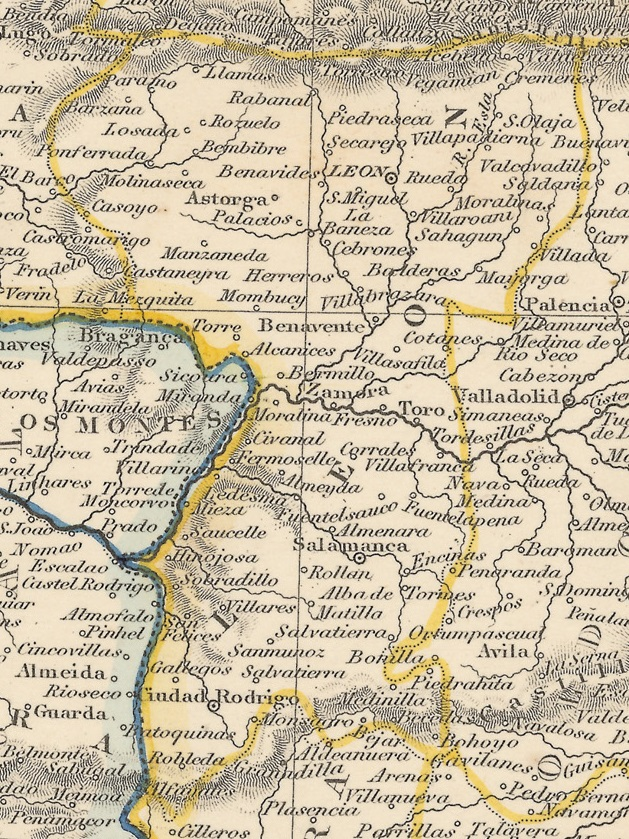
Detalle del mapa Spain and Portugal, realizado en 1850 por J. Dower, en el que puede observarse Molinaseca

En época romana ya existía una cierta organización urbana en el espacio que ocupa Molinaseca, que se concretaría en un núcleo minero, hecho que se deduciría del descubrimiento de unas labores subterráneas en el entorno del viejo pago de Santa Marina, las cuales se corresponderían con una explotación minera romana, cuya datación se fecharía en el siglo I.
No obstante, el desarrollo de Molinaseca como localidad, estaría vinculado al puente de los Peregrinos, una construcción de planta románica que se eleva sobre el río Meruelo, pudiendo considerarse como inicio del pueblo, cuya parte histórica concluye a los pies del viejo crucero de piedra, dos símbolos inequívocos de su tradición jacobea.
En la Edad Media, Molinaseca pasó a formar parte del reino de León, llegando a integrarse dentro de este en un señorío que dependía directamente de la autoridad real de Alfonso VI de León, siendo el primer señor de la villa el conde Ramiro Froilaz, hijo del importante magnate leonés Fruela Díaz y de Estefanía Sánchez, hija del infante pamplonés Sancho Garcés. De este periodo, el siglo XI, datan sus primeras ermitas y hospitales: ermita de Ntra. Sra. de las Angustias, de Santa Marina, del Hospital, de San Roque.
Ya en el siglo XV, con la reducción de ciudades con voto en Cortes a partir de las Cortes de 1425, las localidades del municipio pasaron a estar representadas por León, lo que les hizo formar parte de la provincia legionense en la Edad Moderna, situándose dentro de esta en el partido de Ponferrada.
Posteriormente, a principios del siglo XVII, se atestigua la existencia en 1605 de minas de hierro en las cercanías de la localidad de Molinaseca.
Ya en la Edad Contemporánea, iniciado el siglo XIX, durante la Guerra de la Independencia Molinaseca llegó a albergar la sede de la Junta Superior de León el 2 de septiembre de 1809.
Más tarde, en 1821 Molinaseca fue una de las localidades que pasó a formar parte de la provincia de Villafranca, si bien al perder esta su estatus provincial al finalizar el Trienio Liberal, en la división de 1833 Molinaseca quedó adscrito a la provincia de León, dentro de la Región Leonesa.

## Demografía
Cuenta con una población de 872 habitantes (INE 2024).
| Gráfica de evolución demográfica de Molinaseca entre 1842 y 2021                                                      |
| |
| Población de derecho según los censos de población del INE. Población de hecho según los censos de población del INE. |

### Población por núcleos
El municipio se divide en varios núcleos de población, que poseían la siguiente población en 2017 según el INE.
| Núcleo de población  | Población |
| -------------------- | --------- |
| Molinaseca           | 653       |
| Onamio y poblado MSP | 119       |
| Acebo                | 52        |
| Riego de Ambrós      | 40        |
| Paradasolana         | 30        |
| Castrillo del Monte  | 1         |

## Cultura

### Patrimonio

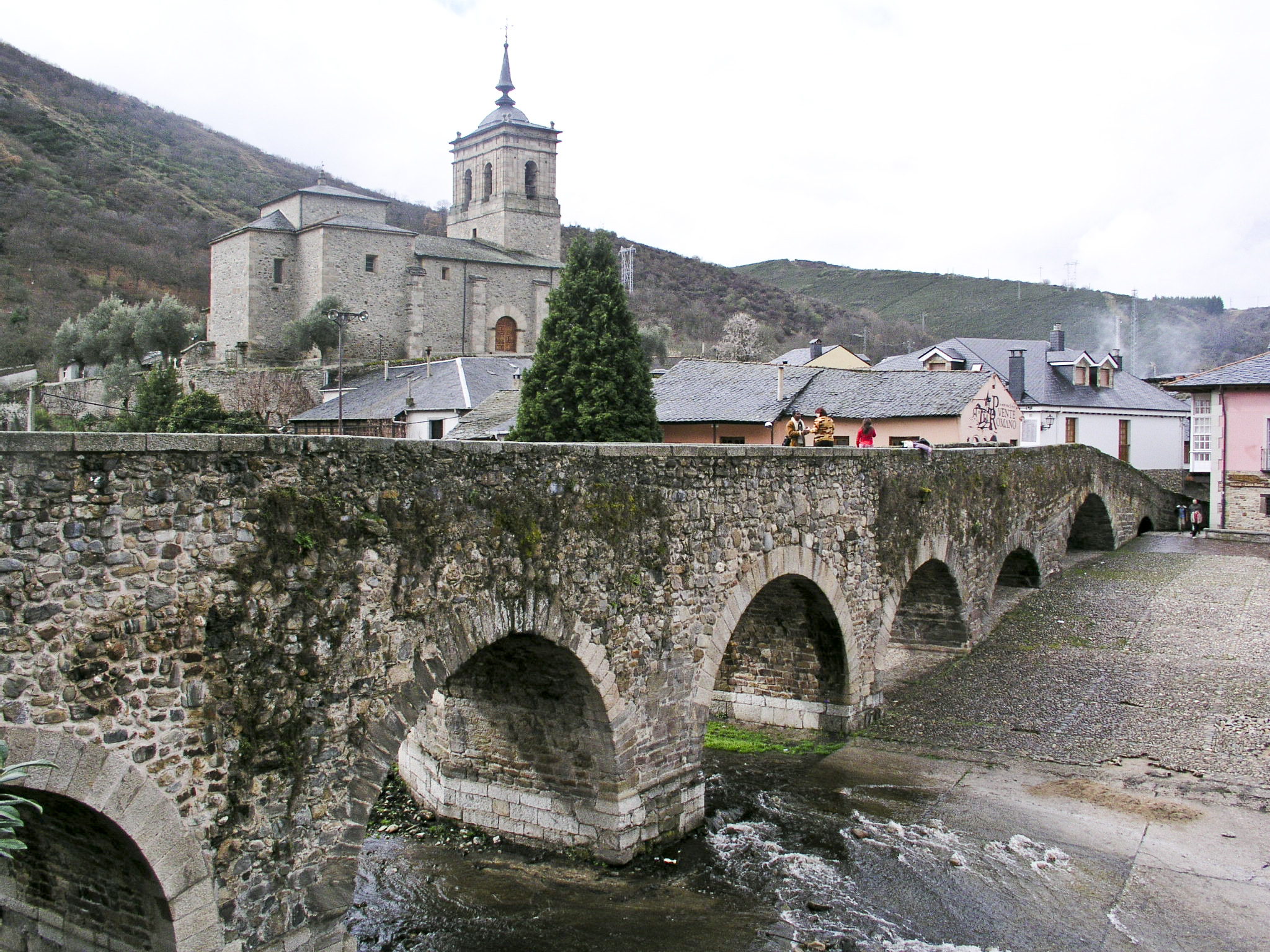
Panorámica de la localidad con el Puente de los Peregrinos en primer plano y al fondo la iglesia de San Nicolás de Bari

Declarada BIC el 6 de septiembre de 2021 como Villa de Molinaseca.
- Santuario de las Angustias. Situado junto al Camino de Santiago, es de estilo barroco, guardando en su interior una bella piedad del siglo XVII.
- Iglesia de San Nicolás de Bari. De origen barroco, está erigida en trazas neoclásicas.
- Puente de los Peregrinos. Posee siete ojos, estando situado en pleno Camino Francés del Camino de Santiago, del que constituye un paso obligado.
- Casonas y palacios. Jalonan la localidad con sus blasones diversas casonas.
- Arquitectura tradicional. Destacan las casas de dos plantas con balcones de corredor.

### Fiestas
Destaca la Fiesta del Agua, declarada de interés turístico provincial.